# Saison 1 de Skam France
Chronologie
Saison 2
Cet article présente le guide des épisodes de la première saison de la web-série française Skam France.

## Synopsis de la saison
Cette saison est centrée sur le personnage d'Emma Borgès, une jeune lycéenne qui fera tout son possible pour ne plus être la laisser pour compte. De ses nouvelles amies aux engueulades amoureuses en finissant par des soirées bien arrosées.

## Distribution

### Acteurs principaux
- Assa Sylla : Imane Bakhellal
- Axel Auriant : Lucas Lallemant
- Marilyn Lima : Manon Demissy
- Philippine Stindel : Emma Borgès
- Lula Cotton-Frapier : Daphné Lecomte
- Coline Preher : Alexia
- Zoé Marchal : Ingrid Spielman
- Léo Daudin : Yann Cazas
- Théo Christine : Alexandre « Alex » Delano
- Michel Biel : Charles Munier

### Acteurs récurrents et invités
- Raphaëlle Amar : Camille
- Aliénor Barré : Lisa
- Roberto Calvet : Nicolas
- Olivia Côte : infirmière du lycée
- Amaury de Crayencour : professeur d'éducation physique
- Isabelle Desplantes : mère d'Emma
- Alexandre Desrousseaux : mec
- Edouard Eftimakis : Mickael
- Manon Gaurin : Anaïs
- Lucie Guillaume : Ana
- Mikaël Halimi : Igor
- Charlotte Hoepffner : Océane
- Victor Le Blond : Romain
- Pierre Lewest : Tom
- Mickaël Lumière : Julien
- Kassandra Ndoumbe : Suzanne
- Julie Nguyen : Sarah Blum
- Sabrina Ould Hammouda : Marie
- Adrien Pelon : Maxime
- Annie-Laure Perez : professeur d'espagnol
- Esteban Vial : garçon blond
- Gwendal Kerdelhue : type énervé

## Équipe technique
- Créatrice : Julie Andem
- Réalisateur : David Hourrègue
- Adaptation : Cyril Tysz, Clémence Lebatteux, Karen Guillorel, Julien Capron
- Scénarios : Cyril Tysz, Clémence Lebatteux, Karen Guillorel, Julien Capron, Frédéric Garcia, Mélusine Laura Raynaud, Bruno Lugan

## Liste des épisodes
1. Seule au monde
2. Ajouter un ami
3. Un plan béton
4. Passage à l’acte
5. Question de confiance
6. Conséquences
7. Quel genre de fille es-tu ?
8. Girl Power
9. Tous ensemble

### Épisode 1:Seule au monde
- France : 9 février 2018 sur France.tv
- France : 25 février 2018[1] sur France 4

Cet épisode comporte cinq séquences.
- Séquence 1 - La culpabilité : diffusée le lundi 5 février 2018 à 10 h 37
- Séquence 2 - Tu ne me fais pas confiance ? : diffusée le lundi 5 février 2018 à 19 h 52
- Séquence 3 - Ajoute-moi sur Facebook : diffusée le mardi 6 février 2018 à 14 h 4
- Séquence 4 - Toute seule : diffusée le jeudi 8 février 2018 à 11 h 2
- Séquence 5 - Pute : diffusée le vendredi 9 février 2018 à 22 h 18

### Épisode 2:Ajouter un ami
- France : 16 février 2018 sur France.tv
- France : 25 février 2018 sur France 4

Cet épisode comporte sept séquences.
- Séquence 1 - Je me sens si seule : diffusée le samedi 10 février 2018 à 14 h 8
- Séquence 2 - À qui tu parles ? : diffusée le samedi 10 février 2018 à 16 h 13
- Séquence 3 - Devine qui vient fumer ? : diffusée le dimanche 11 février 2018 à 14 h 43
- Séquence 4 - T'as grave géré : diffusée le lundi 12 février 2018 à 9 h 47
- Séquence 5 - Forte odeur corporelle : diffusée le lundi 12 février 2018 à 16 h 1
- Séquence 6 - Soirée VIP : diffusée le mardi 13 février 2018 à 13 h 35
- Séquence 7 - Loseuses : diffusée le vendredi 16 février 2018 à 19 h 26

### Épisode 3:Un plan béton
- France : 23 février 2018 sur France.tv
- France : 25 février 2018 sur France 4

Cet épisode comporte six séquences.
- Séquence 1 - Te larguer : diffusée le lundi 19 février 2018 à 10 h 10
- Séquence 2 - Te larguer 2 : diffusée le lundi 19 février 2018 à 18 h 3
- Séquence 3 - Charles : diffusée le mardi 20 février 2018 à 11 h 37
- Séquence 4 - Invite-moi à dîner : diffusée le mardi 20 février 2018 à 15 h 9
- Séquence 5 - Vodka : diffusée le jeudi 22 février 2018 à 8 h 55
- Séquence 6 - Arrêté préfectoral : diffusée le vendredi 23 février 2018 à 20 h 58

### Épisode 4:Passage à l'acte
- France : 2 mars 2018 sur France.tv
- France : 4 mars 2018 sur France 4

Cet épisode comporte six séquences.
- Séquence 1 - Ça va chier ! : diffusée le samedi 24 février 2018 à 14 h 2
- Séquence 2 - Bon coup : diffusée le lundi 26 février 2018 à 11 h 9
- Séquence 3 - J'ai un copain : diffusée le lundi 26 février 2018 à 16 h 53
- Séquence 4 - Coucher : diffusée le mardi 27 février 2018 à 9 h 34
- Séquence 5 - Tutti Frutti : diffusée le mardi 27 février 2018 à 18 h 12
- Séquence 6 - Une merde : diffusée le vendredi 2 mars 2018 à 18 h 47

### Épisode 5:Question de confiance
- France : 9 mars 2018 sur France.tv
- France : 11 mars 2018 sur France 4

Cet épisode comporte cinq séquences.
- Séquence 1 - Un nouveau choix : diffusée le lundi 5 mars 2018 à 8 h 7
- Séquence 2 - Souris toi-même : diffusée le lundi 5 mars 2018 à 16 h 57
- Séquence 3 - C'est la vérité : diffusée le mardi 6 mars 2018 à 16 h 30
- Séquence 4 - Einstein : diffusée le mercredi 7 mars 2018 à 10 h 26
- Séquence 5 - Soirée Horror Comics : diffusée le vendredi 9 mars 2018 à 22 h 9

### Épisode 6:Conséquences
- France : 16 mars 2018 sur France.tv
- France : 18 mars 2018 sur France 4

Cet épisode comporte huit séquences.
- Séquence 1 - Une pauvre merde : diffusée le dimanche 11 mars 2018 à 15 h 26
- Séquence 2 - Il a chopé qui ? : diffusée le lundi 12 mars 2018 à 12 h 43
- Séquence 3 - Un complexe d'infériorité : diffusée le mardi 13 mars 2018 à 9 h 0
- Séquence 4 - Sale pute : diffusée le mardi 13 mars 2018 à 12 h 21
- Séquence 5 - Foutre toute ta vie en l'air : diffusée le mardi 13 mars 2018 à 15 h 8
- Séquence 6 - Andalouse : diffusée le mercredi 14 mars 2018 à 10 h 2
- Séquence 7 - Blacklistée : diffusée le jeudi 15 mars 2018 à 15 h 19
- Séquence 8 - Je t'aime : diffusée le vendredi 16 mars 2018 à 19 h 13

### Épisode 7:Quel genre de fille es-tu?
- France : 23 mars 2018 sur France.tv
- France : 25 mars 2018 sur France 4

Cet épisode comporte six séquences.
- Séquence 1 - Quel genre ? : diffusée le lundi 19 mars 2018 à 8 h 46
- Séquence 2 - Bon courage : diffusée le mardi 20 mars 2018 à 8 h 2
- Séquence 3 - Déprime : diffusée le mercredi 21 mars 2018 à 9 h 15
- Séquence 4 - Tout quitter : diffusée le mercredi 21 mars 2018 à 18 h 55
- Séquence 5 - Aller mieux : diffusée le mercredi 21 mars 2018 à 21 h 7
- Séquence 6 - Épidémie de MST : diffusée le jeudi 22 mars 2018 à 10 h 7

### Épisode 8:Girl Power
- France : 30 mars 2018 sur France.tv
- France : 1er avril 2018 sur France 4

Cet épisode comporte six séquences.
- Séquence 1 - Péter un câble : diffusée le samedi 24 mars 2018 à 10 h 47
- Séquence 2 - La bande d'Ingrid : diffusée le lundi 26 mars 2018 à 12 h 13
- Séquence 3 - Oups : diffusée le mardi 27 mars 2018 à 10 h 1
- Séquence 4 - Mecs de secondes : diffusée le jeudi 29 mars 2018 à 12 h 34
- Séquence 5 - Soirée meufs : diffusée le vendredi 30 mars 2018 à 18 h 12
- Séquence 6 - Le jour d'après : diffusée le samedi 31 mars 2018 à 10 h 21

### Épisode 9:Tous ensemble
- France : 6 avril 2018 sur France.tv
- France : 8 avril 2018 sur France 4

Cet épisode comporte cinq séquences.
- Séquence 1 - Arrête de te faire désirer, merde : diffusée le lundi 2 avril 2018 à 8 h 13
- Séquence 2 - Sois honnête, putain : diffusée le mardi 3 avril 2018 à 14 h 5
- Séquence 3 - Ce qui est fait est fait : diffusée le jeudi 5 avril 2018 à 16 h 17
- Séquence 4 - Ma décision : diffusée le vendredi 6 avril 2018 à 17 h 11
- Séquence 5 - Tous ensemble : diffusée le vendredi 6 avril 2018 à 21 h 36